# 儒理尼師今

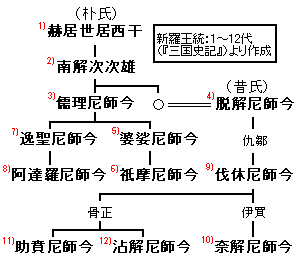
三国史记中的新罗国世系

儒理尼師今（？—57年） 姓朴名儒理。 新羅第3代君主，南解次次雄之子。 母雲帝夫人，妃日知葛文王之女明宣王后。儒理尼師今在位時將辰韓六村改為六國行政區，并賜姓於六部。并设立在位34年後以昔脫解賢能，由其承繼王位，王位開始由朴、昔兩氏交替。

## 號的由來
朴儒理號“尼師今”，尼師今在韓語中是“齒理”的意思。據傳是南解次次雄臨死時，對他的兒子儒理和女婿脫解說：“我死後，你們朴、昔二姓，年長者即位。”之後金姓興起，三姓便以年長者即位。這才有了“尼師今”這個稱號。

## 治世
- 28年，儒理巡行國內，見一老妪因飢餓寒冷即將死去，便解下衣服為她披上，把正在吃的食物让給她吃。回宮后下令“鳏寡孤独、老病不能自活者，给养之”，鄰國百姓都聞說而來。次年，新羅國民俗欢康，并出現了兜率歌。
- 32年，將辰韓六村改為六國行政區，并賜姓於六部。

楊山村改為及梁部（一說牟梁部），姓李；高墟村改為沙梁部，姓崔；
大樹村改為牟梁部，姓孫；于珍村改為本彼部，姓鄭；
加利村改為漢祗部，姓裴；明活村改為習比部，姓薛。
又设官十七等：
一等伊伐飡（又称伊罚干、于伐飡、角干、角粲、舒发翰、舒弗邯）、二等伊尺飡（又称伊飡）、三等迊飡（又称迊判、苏判）、四等波珍飡（又称海干、破弥干）、五等大阿飡，以上五等只能真骨及以上骨品的人担任。六等阿飡（又称阿尺干、阿粲）、七等一吉飡（又称乙吉干）、八等沙飡（又称萨飡、沙咄干）、九等級伐飡（又称级飡、级伏干）、十等大奈麻（又称大奈末，分重奈麻至九重奈麻九级）、十一等奈麻（又称奈末，分重奈麻至七重奈麻七级、十二等大舍（又称韩舍）、十三等小舍（又称舍知）、十四等吉士（又称稽知、吉次）、十五等大烏（又称大乌知）、十六等小烏（又称小乌知）、十七等造位（又称沮知）
同年，儒理命两公主进行绩麻竞赛，败者须歌舞助兴。败者中一人邊舞邊發出嘆息：“會蘇！會蘇！”人们依据他的声音作出會蘇曲。
- 36年，乐浪攻陷朶山城。37年，高句丽王无恤灭乐浪，有5000乐浪人投新罗，分居六部。
- 40年，華麗縣、不耐縣的人合謀，率騎兵犯新羅北境。貊國首領帶兵于要曲河之西擊敗進犯部隊，儒理遂与貊國交好。
- 57年，儒理尼師今去世，葬於蛇陵。因昔脫解賢能，所以由他来承繼王位，从此王位開始由朴、昔兩氏交替。

## 家庭
- 父：南解次次雄
- 母：云帝夫人（又名阿娄夫人）
- 妻：明宣王后，或作宜慧王后，日知葛文王之女，一说姓朴，許婁王之女
- 子：朴婆娑、朴逸圣、朴桓